# Rue Duguesclin (Lyon)
Pour les articles homonymes, voir Rue Du Guesclin.
La rue Duguesclin est une rue qui traverse du nord au sud les 6e, 3e et 7e arrondissements de Lyon, en France.
Elle démarre au parc de la Tête d'Or par une intersection avec le boulevard des Belges. Elle se poursuit suivant une direction approximativement nord-sud et traverse successivement les 6e (jusqu'au cours Lafayette) et 3e arrondissements (jusqu'au cours Gambetta) pour se finir à l'intersection de la rue Rachais, dans le 7e arrondissement. La partie comprise entre la rue de Sèze et le cours Franklin-Roosevelt marque la limite du site du centre historique de Lyon[réf. nécessaire]. Les Lyonnais et les annuaires téléphoniques écrivent le nom de la rue en un seul mot Duguesclin tandis que certains cartographes, dont Mappy[réf. nécessaire], l'écrivent en deux mots Du Guesclin.

## Histoire
La rue Duguesclin fut tracée graduellement au début du XIXe siècle dans le respect du plan en damier imposé aux Brotteaux par Jean-Antoine Morand depuis le XVIIIe siècle. Sa construction commença au niveau du cours Franklin-Roosevelt (alors nommé cours Morand) et fut urbanisée après 1850. Elle prit son nom actuel sur l'intégralité de sa longueur en 1852. En 1854, l'avenue Vauban fut incorporée à la rue Duguesclin,. La dernière section après la rue Moncey fut créée en 1865. Jusqu'au 28 mai 1934 (ou 1954), l'actuelle rue du Bâtonnier-Jacquier, entre la rue du Béguin et la rue du Repos, faisait officiellement partie de la rue Duguesclin.
La rue fut nommée rue Duguesclin d'après Bertrand du Guesclin (1320-1380), un connétable de France.
Dans les années 1850 et 1860, le fameux restaurant Fredouillère était installé au numéro 169 et de nombreuses réunions politiques y avaient lieu.
C'est dans le segment de la rue Duguesclin situé entre les rues Paul-Bert et Cité-Part-Dieu (aujourd'hui Verlet-Hanus) que fut inventé en juillet 1899 le jeu de boules carrées.

## Description
Compte tenu de sa longueur (2,8 km), on y trouve de nombreux bâtiments. Parmi les plus remarquables, on peut citer le siège de la banque Saint Olive (construit en 1809) et le nouveau palais de justice. On trouve aussi dans la rue, la librairie Odyssey, des restaurants, des agences, des magasins, l'OPAC, des cabinets d'avocats, des cabinets de médecins et une station de police, entre autres.
En circulant du nord au sud, la rue est d'abord bordée par des immeubles construits dans le courant du XIXe siècle et comptant au maximum dix étages. Après la rue Cuvier, il y a des bâtiments de douze étages et un square, et après la rue Rabelais, des immeubles de justices[Quoi ?], un parking souterrain surmonté d'un jardin, puis après la rue Servient, l'hôtel de ville en pierre du 3e arrondissement, avec des chapiteaux et une horloge. Après La Part-Dieu, les bâtiments sont récents et moins hauts.